# Калиновская, Валентина Фёдоровна
Валентина Фёдоровна Калино́вская (укр. Валентина Федорівна Калиновська; 21 июля 1938, Киев — 1 июня 2025, Киев) — советская и украинская балерина, балетмейстер, хореограф, балетный педагог. Народная артистка СССР (1968).

## Биография
Родилась 21 июля (по другим источникам — 28 июля) 1938 года в Киеве.
Танцевальная карьера началась в любительской хореографической студии, кроме танцев занималась акробатикой.
В 1957 году окончила Киевское государственное хореографическое училище по классу Г. А. Березовой и А. В. Ярыгиной.
С 1957 года — солистка балета Киевского театра оперы и балета им. Т. Шевченко.
Гастролировала по городам СССР и за рубежом: Франция, Япония, Швеция, Дания, Португалия, Югославия, США, Болгария, Канада, Норвегия, Италия, Румыния и др.
С 1981 года — педагог и балетмейстер-репетитор театра, одновременно в 1991—2006 годах — директор балетной труппы театра.
С 1993 года — вице-президент Украинской академии танца (ныне — Колледж хореографического искусства «Киевская муниципальная украинская академия танца им. С. Лифаря»).
Неоднократно участвовала в жюри международных таких балетных форумов, как Международный конкурс артистов балета и хореографов имени Сержа Лифаря, фестивали «Танец XXI столетия», «Танец без границ» и др.
Скончалась 1 июня 2025 года в возрасте 86 лет в Киеве.

### Семья
- Первый муж — Михаил Петрович Мотков (1930—2009), солист Государственного ансамбля танца Украины им. П. Вирского, педагог народной хореографии, преподавал в Киевской муниципальной украинской академии танца им. С. Лифаря. Заслуженный артист Украинской ССР (1969).
  - Старший сын — Алексей Михайлович Мотков (р. 1962), артист балета Национального театра оперы и балета Украины им. Т. Шевченко.
  - Младший сын — Максим Михайлович Мотков (р. 1969), солист балета Национального театра оперы и балета Украины им. Т. Шевченко. Народный артист Украины (2007). Лауреат премии имени А. Ф. Шекеры, международных конкурсов.
- Второй муж — Анатолий Васильевич Иконников (1941—2008), художник театра, живописец, член Национального союза художников Украины (1982).

## Награды и звания
- Заслуженная артистка Украинской ССР (1961)
- Народная артистка Украинской ССР (1965)[3]
- Народная артистка СССР (1968)
- Орден Трудового Красного Знамени (1967)
- Орден княгини Ольги III степени (1998)[4]
- Орден княгини Ольги II степени (2008)[5]
- Медаль «В память 1500-летия Киева»
- Золотая медаль Академии искусств Украины (2013).

## Партии
- Одетта-Одиллия  — «Лебединое озеро» П. И. Чайковского
- Китри — «Дон Кихот» Л. Минкуса
- Зарема — «Бахчисарайский фонтан» Б. В. Асафьева
- Мирта — «Жизель» А. Адана[6]
- Русалка — «Лесная песня» М. А. Скорульского
- Варя, танец огня — «Чёрное золото» В. Б. Гомоляки
- Донна Анна — «Каменный властелин» В. С. Губаренко
- Эгина — «Спартак» А. И. Хачатуряна
- Мехменэ Бану — «Легенда о любви» А. Д. Меликова
- Раймонда — «Раймонда» А. К. Глазунова
- Хозяйка Медной горы — «Каменный цветок» С. С. Прокофьева
- Кармен — «Кармен-сюита» Ж. Бизе в оркестровке Р. К. Щедрина
- Медора — «Корсар» на музыку А. Адана, Л. Делиба, Р. Дриго, Ц. Пуни
- Сюимбике, девушка-птица — «Шурале» Ф. З. Яруллина
- Золотая Дама — «Симфонические танцы» на музыку С. В. Рахманинова
- Франциска — «Голубой Дунай» на музыку И. Штрауса
- Палагна — «Тени забытых предков» В. Д. Кирейко
- Анна Каренина — «Анна Каренина» Р. К. Щедрина
- Марина — «Поэма о Марине» Б. Л. Яровинского
- Пахита — «Пахита» Э. Дельдеве (доработанный Л. Минкусом)[7]
- Лилея, Гера — «Лилея» К. Ф. Данькевича

## Фильмография
- 1958 — «Лилея» (фильм-балет) — Гера
- 1960 — «Летающий корабль»  — Мурза
- 1989 — «Имя твоё» — Степанова